# Ulica Ogrodowa w Poznaniu
Ulica Ogrodowa w Poznaniu – ulica w południowej części centrum Poznania (Osiedle Stare Miasto), pomiędzy ul. Franciszka Ratajczaka, a ul. Półwiejską. Przedłużeniem ulicy na zachód jest ul. Powstańców Wielkopolskich, a na wschód - ul. Długa.

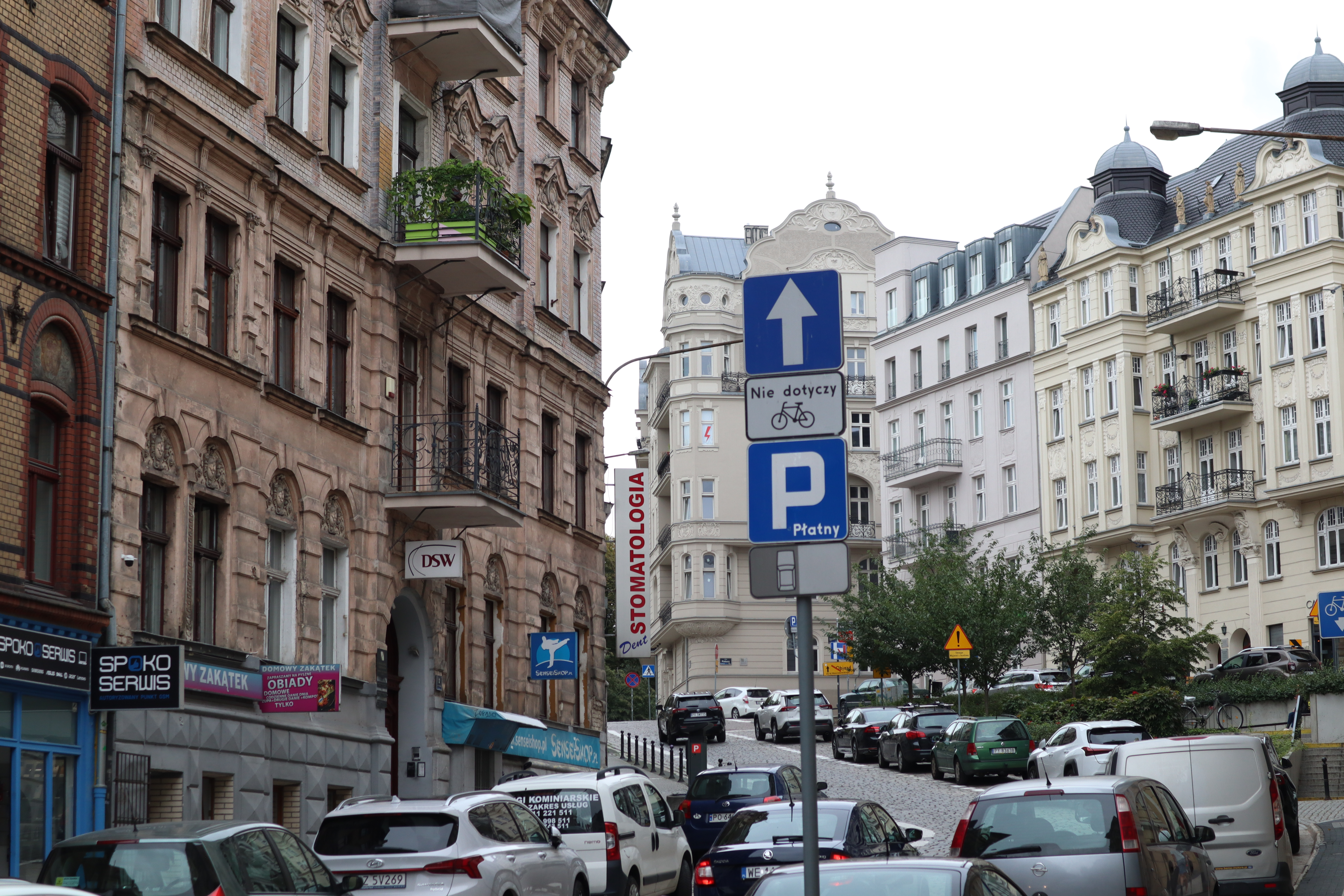
Widok ulicy Ogrodowej z ulicy Półwiejskiej

Już w 1430 odnotowano w tym rejonie istnienie osady Nowe Ogrody. W XIX wieku przeprowadzono obecną ulicę, która upamiętnia w swojej nazwie istniejące tu wówczas i wcześniej, liczne sady i ogrody, należące do różnych drobnych właścicieli. Z czasem północna pierzeja obrosła okazałymi kamienicami w różnych stylach historycznych. Do zabytkowych należą te pod numerami: 2, 3, 4, 5, 10, 11, 12, 15, 16, 18, 19 i 20. Większość z nich pochodzi z 2. połowy XIX i początków XX wieku. Numery 10 i 12 powstały około 1930. Te pod numerami 11 i 18 projektował Ludwik Frankiewicz. 
Zabytkiem sakralnym przy ulicy jest kościół Świętego Krzyża (ewangelicko-metodystyczny, ul. Ogrodowa 6, 1885–1886). Dawniej świątynia służyła zborowi staroluterskiemu. Południową pierzeję wypełnia Park Jana Henryka Dąbrowskiego, ze zlokalizowanym prawie przy ulicy Nie-pomnikiem autorstwa Norberta Sarneckiego. W 2019 na budynku pod numerem 5 wykonano mural przedstawiający Małego Księcia. Twórcą dzieła był Sławomir Wrembel oraz uczniowie Niepublicznej Szkoły Podstawowej "Otwarte Drzwi".
W pobliżu znajdują się inne istotne miejsca i budowle, m.in.: Pasaż Apollo, punktowce Piekary, czy popularny deptak - ul. Półwiejska. Za Parkiem Dąbrowskiego stoi masywny kompleks Starego Browaru.